# Джорджина Кинг-Люис
Джорджина Кинг Люис (на английски: Georgina King Lewis) е английска общественичка, благодетелка и видна българофилка.

## Биография
Родена е в 1847 година в Кройдън, Обединено кралство. Баща ѝ е конгрегационен пастор. Джорджина посвещава живота си на помощ на бежанци и хора в неравностойно положение. Напуска Обединеното кралство на 54 години и заминава за концентрационните лагери в Южна Африка, където помага на жени и деца.
Като квакерска мисионерка в 1904 година Джордина заедно с преводачката си Катерина Тонджорова обикаля пострадалите села в Османската империя след потушаването на Илинденско-Преображенското въстание. Джорджина развива широка дейност в помощ на бежанците от потушеното въстание, пътувайки и до Пловдив и Бургас. Посещава Малко Търново, където раздава облекло, завивки и семена за засяване на 900 декара земеделски земи в района. Дава пари за възстановяване на къщата на две деца, останали сираци след въстанието.
Дарява пари на основаното от ирландския благотворител Пиърс О'Махони сиропиталище в София за българчетата от Македония и Одринска Тракия „Свети Патрикий“.
Джорджина Кинг Люис умира в 1924 година.